# Resultados do Carnaval de Porto Alegre 2024
Os resultados do Carnaval de Porto Alegre em 2024, foram divulgados no dia 26 de fevereiro no Complexo Cultural do Porto Seco. A campeã foi a Acadêmicos de Gravataí apresentando o enredo: A Trupe da Onça Negra Apresenta: No Palco da Fantasia Entra em Cena a Commedia Dell'Arte. Pela primeira vez na história do carnaval de Porto Alegre, uma escola de samba de fora da cidade venceu a divisão principal.

## Série Ouro
| Colocação | Escola                     | Enredo                                                                                     | Pontos | Punições | Nota      | Ref.                    |
| --------- | -------------------------- | ------------------------------------------------------------------------------------------ | ------ | -------- | --------- | ----------------------- |
| 1º        | Acadêmicos de Gravataí     | A Trupe da Onça Negra Apresenta: No Palco da Fantasia, Entra em Cena a Commedia Dell'Arte  | 239,9  |          |           | [ 1 ] [ 2 ] [ 3 ] [ 4 ] |
| 2º        | Estado Maior da Restinga   | Crianças - Que Todas Sejam Amadas, Respeitadas e Protegidas diz o Estado Maior da Restinga | 239,8  |          |           | [ 1 ] [ 2 ] [ 3 ] [ 4 ] |
| 3º        | Imperadores do Samba       | Somos Filhos de Rainhas e Reis                                                             | 239,6  | - 0,1    |           | [ 1 ] [ 2 ] [ 3 ] [ 4 ] |
| 4º        | Vila Isabel                | Neguinho do Brasil, Flor Que a Vila Beija                                                  | 239,5  |          |           | [ 1 ] [ 2 ] [ 3 ] [ 4 ] |
| 5º        | Bambas da Orgia            | Òrànmíyàn                                                                                  | 239,4  |          |           | [ 1 ] [ 2 ] [ 3 ] [ 4 ] |
| 6º        | Fidalgos e Aristocratas    | Quando os Tambores Falam                                                                   | 239,3  |          |           | [ 1 ] [ 2 ] [ 3 ] [ 4 ] |
| 7º        | Imperatriz Dona Leopoldina | Karité! O Fio do Mundo                                                                     | 238,9  |          |           | [ 1 ] [ 2 ] [ 3 ] [ 4 ] |
| 8º        | Copacabana                 | O Negro é da Ralé?! Será?                                                                  | 238,5  |          |           | [ 1 ] [ 2 ] [ 3 ] [ 4 ] |
| 9º        | Vila do IAPI               | Axabó, A Voz Que Ressoa na Bahia, Ecoa na Vila                                             | 237,7  |          |           | [ 1 ] [ 2 ] [ 3 ] [ 4 ] |
| 10º       | Realeza                    | Alma Negra - Um pedaço da África no Afro-Sul do Brasil                                     | 236,9  |          | Rebaixada | [ 1 ] [ 2 ] [ 3 ] [ 4 ] |

## Série Prata
| Colocação | Escola                        | Pontos | Punição | Nota                           | Ref.  |
| --------- | ----------------------------- | ------ | ------- | ------------------------------ | ----- |
| 1.º       | Império do Sol                | 238,9  |         | Promovida para série ouro 2025 | [ 1 ] |
| 2.º       | União da Tinga                | 238,5  |         |                                | [ 1 ] |
| 3.º       | Unidos da Vila Mapa           | 238,1  |         |                                | [ 1 ] |
| 4.º       | Praiana                       | 238,0  |         |                                | [ 1 ] |
| 5.º       | Filhos de Maria               | 237,9  |         |                                | [ 1 ] |
| 6.º       | Protegidos da Princesa Isabel | 237,4  |         |                                | [ 1 ] |
| 7.º       | Império da Zona Norte         | 237,0  |         |                                | [ 1 ] |
| 8.º       | Samba Puro                    | 236,6  | - 0,1   | Rebaixada                      | [ 1 ] |

## Descentralizado
| Colocação | Escola                                     | Pontos | Punição | Nota                   | Ref.        |
| --------- | ------------------------------------------ | ------ | ------- | ---------------------- | ----------- |
| 1.º       | Os Imortais Tricolores                     | 139,7  |         |                        | [ 5 ] [ 6 ] |
| 2.º       | Acadêmicos da Orgia                        | 138,9  |         | Desempate Samba Enredo | [ 5 ] [ 6 ] |
| 3.º       | Mocidade Independente da Lomba do Pinheiro | 138,9  |         | Desempate Samba Enredo | [ 5 ] [ 6 ] |
| 4.º       | Filhos da Candinha                         | 137,9  |         |                        | [ 5 ] [ 6 ] |
| 5.º       | Império dos Herdeiros                      | 136,6  |         |                        | [ 5 ] [ 6 ] |